# 長野県の市町村章一覧
長野県の市町村章一覧（ながのけんのしちょうそんしょういちらん）は、長野県内の市町村に制定されている、あるいは制定されていた市町村章の一覧である。なお、一覧の順序は全国地方公共団体コード順による。廃止された市町村章は廃止日から順に掲載している。

## 概要

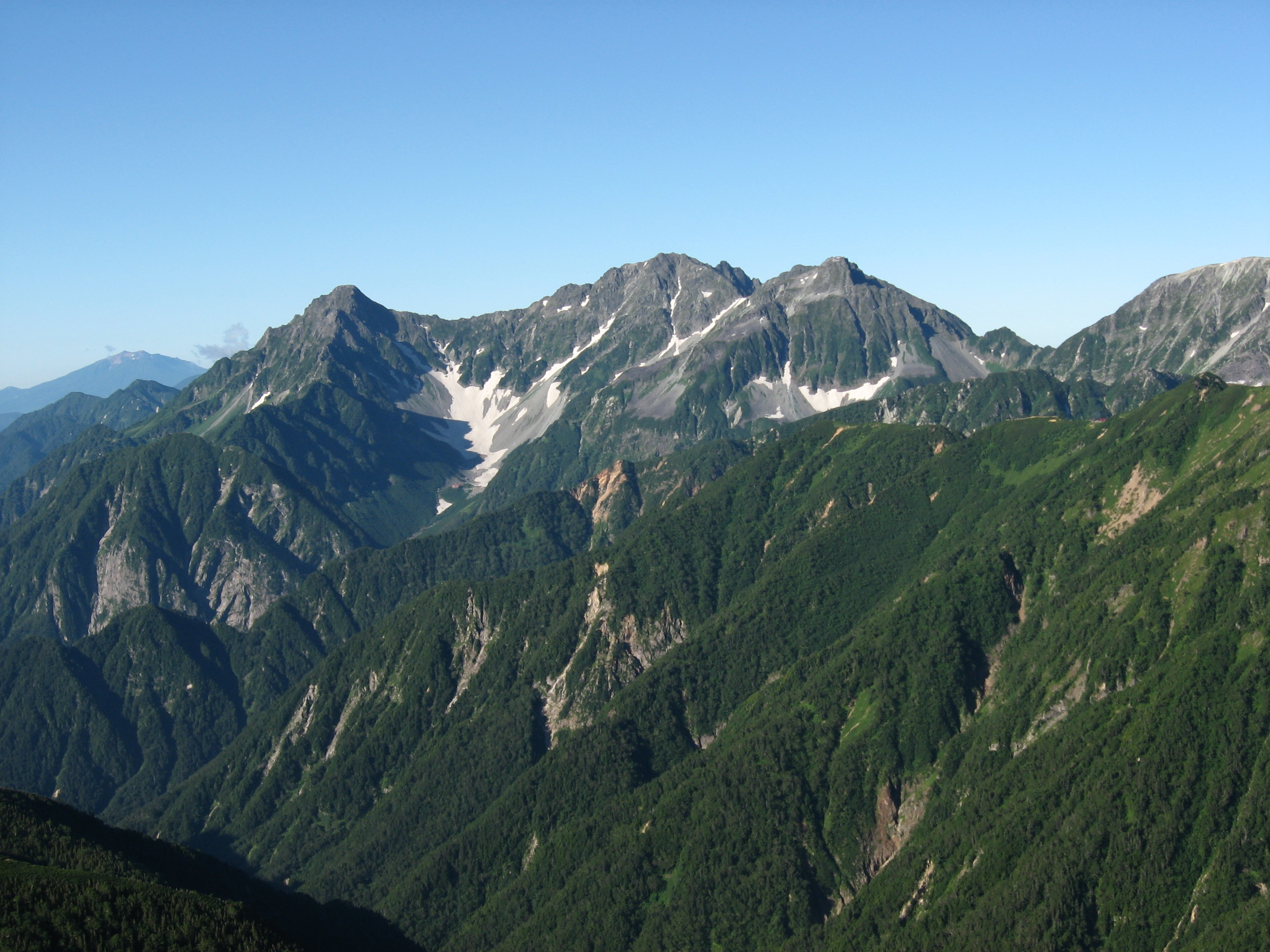
奥穂高岳

- 長野県は内陸県であり、日本で一番平均標高が高い県でありかつ奥穂高岳・赤石岳・御嶽山・間ノ岳など3000m級の山々に囲まれている県である。他には「日本の屋根」と呼ばれ、[1]県境に標高2000mから3000m級の高山が連なり、内部にも山岳が重なりあう急峻で複雑な地形である。[2]その為、山に纏わる紋章が多く制定されている。例えば、2代目の伊那市の紋章は木曽山脈（中央アルプス）[3]・北安曇郡白馬村は白馬連峰[4]・上水内郡飯綱町は飯縄山・斑尾山[5]を基としている。

## 市部
| 市       | 市章 | 由来                                                 | 制定日         | 備考 |
| -------- | ---- | ---------------------------------------------------- | -------------- | --- |
| 長野市   |      | 「長」を変形し、図案化したもの                       | 1967年3月29日  | 色は青竹色が指定されている 1967年10月16日に再制定される 3代目の市章である                                                            |
| 松本市   |      | 若松と「本」を図案化したもの                         | 1938年1月8日   | 2代目の市章である |
| 上田市   |      | クローバー・桜・真田氏の紋章である六門銭を表している | 2006年3月6日   | 色はクローバーは緑色・桜は桃色が指定されている 2代目の市章である                                                                     |
| 岡谷市   |      | 「岡谷」を表している                                 | 1936年5月9日   | |
| 飯田市   |      | 「い」を2つ組み合わせて、「田」を図案化したもの      | 1957年10月3日  | 旧・飯田市制時の1937年4月1日に制定され、新・飯田市制施行後の1957年10月3日に再制定される                                              |
| 諏訪市   |      | 「スワ」を図案化したもの                             | 1941年8月10日  | |
| 須坂市   |      | 「ス」を図案化したもの                               | 1915年11月1日  | 須坂町章として制定され、市制施行後に継承される                                                                                       |
| 小諸市   |      | 梅の花と「小」を図案化したもの                       | 1954年8月1日   | |
| 伊那市   |      | 木曽山脈（中央アルプス）と桜の花びらを表している     | 2006年5月29日  | 色は青色・桃色・緑色が指定されている 2代目の市章である                                                                               |
| 駒ヶ根市 |      | 「コマ」を立体的に図案化したもの                     | 1954年7月1日   | 1961年8月1日に告示される |
| 中野市   |      | 「中の」を組み合わせたもの                           | 2005年4月1日   | 中野町制時の1933年11月に制定され、旧・中野市制時に継承され、1961年4月1日に告示されかつ新・中野市制施行後の2005年4月1日に再制定される |
| 大町市   |      | 「大」を図案化したもの                               | 1954年12月21日 | 色は慣行物などの資料には黒色が使用されている                                                                                         |
| 飯山市   |      | 「いいやま」を意匠化したもの                         | 1954年8月1日   | |
| 茅野市   |      | 「チノ」を組み合わせたもの                           | 1958年7月17日  | 茅野町章として制定され、1958年9月20日に告示され、継承される                                                                          |
| 塩尻市   |      | 四つの「ホ」を円形に組み合わせたもの                 | 1959年5月10日  | |
| 佐久市   |      | 「さ」を鳥が羽ばたく形に図案化したもの               | 2005年7月1日   | 2代目の市章である |
| 千曲市   |      | 「千」を表したもの                                   | 2004年2月6日   | 色は橙色・緑色・青色が指定されている                                                                                                 |
| 東御市   |      | 「と」を図案化したもの                               | 2004年4月1日   | 色は橙色・青色・水色が指定されている                                                                                                 |
| 安曇野市 |      | 「安」を図案化したもの                               | 2005年10月1日  | 色は緑色と橙色が指定されている |

## 町村部
| 郡       | 町村       | 町村章                | 由来                                                                                        | 制定日         | 備考 |
| -------- | ---------- | --------------------- | ------------------------------------------------------------------------------------------- | -------------- | --- |
| 南佐久郡 | 小海町     |                       | 「小」と「ウ」を三つ合わせているのを表している                                              | 1961年11月3日  | |
| 南佐久郡 | 川上村     |                       | 「かわかみ」を図案化したもの                                                                | 1988年11月1日  | |
| 南佐久郡 | 南牧村     |                       | 「み」を図案化し、二重に巻いて「みなみまき」を表したもの                                    | 1970年10月     | |
| 南佐久郡 | 南相木村   |                       | 深山紅桜を表し、「南」を図案化したもの                                                      | 1961年         | |
| 南佐久郡 | 北相木村   |                       | シャクナゲで「北」を表し、図案化ている                                                      | 1987年12月     | |
| 南佐久郡 | 佐久穂町   |                       | 自然・千曲川・桜を表したもの                                                                | 2005年10月9日  | 色は緑色・青色・赤色が指定されている |
| 北佐久郡 | 軽井沢町   |                       | 「か」を図案化したもの                                                                      | 1960年12月22日 | |
| 北佐久郡 | 御代田町   |                       | 「みよた」を表している                                                                      | 1967年8月25日  | |
| 北佐久郡 | 立科町     |                       | 「立」を図案化したもの                                                                      | 1963年5月8日   | |
| 小県郡   | 青木村     |                       | 「あ」と「青木三山」を図案化したもの                                                        | 1974年1月1日   | |
| 小県郡   | 長和町     |                       | 「N」・「W」を図案化し、太陽を表している                                                    | 2005年10月1日  | 色は赤色・青色・緑色が指定されている |
| 諏訪郡   | 下諏訪町   |                       | 「下」を意匠化したもの                                                                      | 1948年3月22日  | |
| 諏訪郡   | 富士見町   |                       | 「フジミ」を図案化したもの                                                                  | 1963年4月1日   | |
| 諏訪郡   | 原村       |                       | 「ハラ」を鵬の形に表したもの                                                                | 1961年12月13日 | |
| 上伊那郡 | 辰野町     |                       | 「辰の」を表している                                                                        | 1956年4月1日   | |
| 上伊那郡 | 箕輪町     |                       | 「箕輪」を図案化したもの                                                                    | 1959年11月3日  | |
| 上伊那郡 | 飯島町     |                       | 「いいじま」を円に纏めたもの                                                                | 1954年1月1日   | 飯島村章（1941年当時に撮影された庁舎の玄関口には村章が掲載されている）として制定され、町制施行後に継承される                                                             |
| 上伊那郡 | 南箕輪村   |                       | 「ミナミミノワ」を図案化したもの                                                            | 1974年9月27日  | |
| 上伊那郡 | 中川村     |                       | 「中」を図案化したもの                                                                      | 1959年3月2日   | |
| 上伊那郡 | 宮田村     |                       | 「ミ」を表している                                                                          | 1975年1月1日   | 1974年11月25日に公表され、翌年1月1日に制定される |
| 下伊那郡 | 松川町     |                       | 「マツ川」と鳩を図案化したもの                                                              | 1967年11月1日  | |
| 下伊那郡 | 高森町     |                       | 「た」を図案化したもの                                                                      | 1960年7月1日   | 1959年11月2日に公表されていたものを翌年7月1日に制定される |
| 下伊那郡 | 阿南町     |                       | 「ア」を図案化したもの                                                                      | 1971年7月22日  | |
| 下伊那郡 | 阿智村     |                       | 「アチ」を図案化したもの                                                                    | 1956年9月30日  | |
| 下伊那郡 | 平谷村     |                       | 「平」を図案化したもの                                                                      | 1980年4月1日   | |
| 下伊那郡 | 根羽村     |                       | 「ネバ」を意匠化したもの                                                                    | 1980年4月1日   | 1980年1月28日に告示され、同年4月1日に制定される |
| 下伊那郡 | 下條村     |                       | 「シ」を鳥の姿を表して図案化したもの                                                        | 1989年10月19日 | 1972年4月に制定されていたのを再制定したもの 2代目の村章である |
| 下伊那郡 | 売木村     |                       | 「ウル木」を図案化したもの                                                                  | 1979年12月28日 | 色は緑色が指定されている |
| 下伊那郡 | 天龍村     |                       | 「て」を山と天龍川に図案化したもの                                                          | 1970年1月1日   | 1969年12月20日に公表され、翌年1月1日に制定される |
| 下伊那郡 | 泰阜村     |                       | 「ヤス」を図案化したもの                                                                    | 1973年3月12日  | |
| 下伊那郡 | 喬木村     |                       | 村の8区の統合の実施を成功したことを記念し、それを八咫鏡として、その中に「喬木」を配したもの | 1971年2月1日   | 1971年1月27日に公表され、本年2月1日に制定される |
| 下伊那郡 | 豊丘村     |                       | 「と」を図案化したもの                                                                      | 1975年11月22日 | |
| 下伊那郡 | 大鹿村     |                       | 「大」を図案化したもの                                                                      | 1974年6月1日   | |
| 木曽郡   | 上松町     |                       | 「上」を図案化し、松葉を模した矢印を円形・上向きに加えたもの                                | 1931年12月8日  | |
| 木曽郡   | 南木曽町   | （二色篇） （三色篇） | 「ナ」を図案化したもの                                                                      | 1970年11月8日  | 二色の場合は「ナ」を白色・円内の余白を黒色とする 三色の場合は「ナ」の字を白色・円内の余白を橙色とし、円外を空色とする （但し、必要により他の色を用いることが可能である） |
| 木曽郡   | 木祖村     |                       | 「木ソ」を図案化したもの                                                                    | 1972年8月1日   | 1972年7月20日に公表され、本年8月1日に制定される |
| 木曽郡   | 王滝村     |                       | 「王」を羽ばたく鳥に意匠化したもの                                                          | 1976年4月1日   | |
| 木曽郡   | 大桑村     |                       | 桑の葉を図案化し、「大」を組み合わせたもの                                                  | 1989年6月20日  | 1967年に制定されていたものを1989年6月20日に再制定される |
| 木曽郡   | 木曽町     |                       | 「キ」を青一色に図案化したもの                                                              | 2005年11月1日  | 色は青色が指定されている |
| 東筑摩郡 | 麻績村     |                       | 「オ」を意匠化したもので、「力強く羽ばたく鳥」と「美しく輝く星」を表しているもの            | 1971年6月1日   | 1971年7月1日に告示され、同年11月1日に再制定される |
| 東筑摩郡 | 生坂村     |                       | 「イク」を図案化したもの                                                                    | 1968年4月1日   | |
| 東筑摩郡 | 山形村     |                       | 「や」を図案化したもの                                                                      | 1972年1月20日  | 制定前から使用され、1972年1月20日に条例設置される |
| 東筑摩郡 | 朝日村     |                       | 「ア」を図案化したもの                                                                      | 1972年9月10日  | 1972年9月7日に公表され、本年9月10日に制定される |
| 東筑摩郡 | 筑北村     |                       | 「チ」を図案化したもの                                                                      | 2005年10月11日 | |
| 北安曇郡 | 池田町     |                       | 「い」を図案化したもの                                                                      | 1966年11月1日  | 1966年9月21日に公表され、本年11月1日に制定される |
| 北安曇郡 | 松川村     |                       | 「マ」を円形化し、「川」を組み合わせて「和」を表したもの                                    | 1966年12月20日 | |
| 北安曇郡 | 白馬村     |                       | 「ハク」を図案化し、白馬連峰を表したもの                                                    | 1967年10月21日 | 白馬村旗は1956年9月30日に制定されている |
| 北安曇郡 | 小谷村     |                       | 「オ」を図案化したもの                                                                      | 1968年9月3日   | |
| 埴科郡   | 坂城町     |                       | 「サカキ」を図案化したもの                                                                  | 1955年10月1日  | |
| 上高井郡 | 小布施町   |                       | 「小ブセ」を図案化したもの                                                                  | 1956年11月3日  | |
| 上高井郡 | 高山村     |                       | 鳩に象った「タ」を円形の中に図案化したもの                                                  | 1978年1月      | |
| 下高井郡 | 山ノ内町   |                       | 三つの「山」が「内」を囲んだもの                                                            | 1955年4月      | |
| 下高井郡 | 木島平村   |                       | 「木」を羽ばたく鳥のように図案化したもの                                                    | 1973年7月14日  | |
| 下高井郡 | 野沢温泉村 |                       | 「の」を円形に図案化したもの                                                                | 1964年5月29日  | |
| 上水内郡 | 信濃町     |                       | 野尻湖・鎌・小林一茶・黒姫山などの町内三山を組み入れ、「信」を配したもの                    | 1966年9月30日  | |
| 上水内郡 | 小川村     |                       | 「小」を図案化したもの                                                                      | 1973年11月1日  | |
| 上水内郡 | 飯綱町     |                       | 飯縄山・斑尾山を図案化し、末広がりな形を表し、リンゴの花を配したもの                        | 2005年11月16日 | 色は緑色と橙色が指定されている |
| 下水内郡 | 栄村       |                       | 桐の花の上の背景に「さ」を表象化かつ図案化したもの                                          | 1976年9月30日  | 色は紫色が指定されている 2代目の村章である |

## 廃止された市町村章
| 市郡     | 町村       | 市町村章         | 由来 | 制定日           | 廃止日         | 備考 |
| -------- | ---------- | ---------------- | --- | ---------------- | -------------- | --- |
| 長野市   |            |                  | 「長」を図案化し、「の」を四つ組み合わせたもの | 1907年5月        | 1915年10月     | 初代の市章である |
| 松本市   |            |                  | 松葉を四つ表し、「本」を図案化したもの | 1907年10月22日   | 1938年1月4日   | 初代の市章である |
| 長野市   |            |                  | 「長」を星の形に図案化し、「の」を表したもの | 1915年10月       | 1966年10月16日 | 2代目の市章である |
| 篠ノ井市 |            |                  | 「しの」を二つの円（輪）を連鎖型（リンゴ型）として図案化したもの | 1959年5月1日     | 1966年10月16日 | 篠ノ井町章（制定日不明）として制定されたものを市制施行後に継承された |
| 西筑摩郡 | 福島町     | 作成されていない | 作成されていない | 作成されていない | 1967年4月3日   | |
| 西筑摩郡 | 新開村     | 作成されていない | 作成されていない | 作成されていない | 1967年4月3日   | |
| 下水内郡 | 栄村       |                  | 不明 | 1958年9月        | 1976年9月30日  | |
| 下伊那郡 | 鼎町       |                  | 「鼎」を図案化したもの | 1974年10月1日    | 1984年12月1日  | |
| 更級郡   | 上山田町   |                  | 葛尾城主であった村上義清の紋章であったその紋章の「上の周りを丸で囲んだもの」を中心に配し、その周りに四つの「山」、更に周りに「田」で囲んだものであり、大正天皇の即位を記念して菊型に図案化したもの | 1915年4月11日    | 1985年11月     | 上山田村章として制定され、町制施行後に初代の町章になる |
| 木曽郡   | 楢川村     |                  | 全体はナラの実であり、三方向の突出したものは村内の三大字（奈良井・贄川・平沢）を表し、学校建設等各地区相互に利害関係を超越し、ナラの実の中に「楢」を配したもの                                     | 不明             | 1989年7月18日  | 初代の村章である |
| 下伊那郡 | 上郷町     |                  | 「上」を野底山を象徴する三角形で象り「郷」を小さめに浮かし、配したもの | 1964年11月1日    | 1993年7月1日   | 上郷村章として制定され、町制施行後に継承される |
| 下伊那郡 | 上村       |                  | 「上」を中心にし、シャクナゲの花と葉で囲んだもの | 不明             | 1997年4月1日   | 初代の村章である |
| 更埴市   |            |                  | 「こ」と「し」を組み合わせて図案化したもの | 1962年6月23日    | 2003年9月1日   | |
| 更級郡   | 上山田町   |                  | 「カ」を図案化したもの | 1985年11月       | 2003年9月1日   | 2代目の町章である |
| 埴科郡   | 戸倉町     |                  | 「戸」を中心にし、「ラ」を九つ付けている | 1960年9月1日     | 2003年9月1日   | |
| 小県郡   | 東部町     |                  | 「と」を図案化したもの | 1962年4月2日     | 2004年4月1日   | |
| 北佐久郡 | 北御牧村   |                  | 「北」を図案化したもの | 1968年1月1日     | 2004年4月1日   | |
| 更級郡   | 大岡村     |                  | 輪郭は「大」を形成し、その中央に「岡」を画いているもの | 1915年11月5日    | 2005年1月1日   | 2代目の村章である |
| 上水内郡 | 豊野町     |                  | 四つの「ト」が円を描ているもの | 1955年1月1日     | 2005年1月1日   | |
| 上水内郡 | 戸隠村     |                  | ソバの花を図案化し、中心部は「と」と小鳥を意味したもの | 1967年11月1日    | 2005年1月1日   | 色は白色と緑色が指定されている |
| 上水内郡 | 鬼無里村   |                  | 「き」と一夜山・荒倉山・虫倉山とブナの原生林を円の中に図案化したもの | 1971年11月3日    | 2005年1月1日   | |
| 木曽郡   | 山口村     |                  | 「山口」を合体させ、簡明に図案化したもの | 1975年11月1日    | 2005年2月13日  | 岐阜県中津川市と越境合併した |
| 南佐久郡 | 佐久町     |                  | 千曲川を中心にして、全体は「さく」をあらわしたもの | 1969年1月20日    | 2005年3月20日  | |
| 南佐久郡 | 八千穂村   |                  | 八ヶ岳山麓・千曲川と穂波の里を象徴し、「八千」を円形の中に図案化したもの | 1976年1月        | 2005年3月20日  | |
| 東筑摩郡 | 四賀村     |                  | 全体を円とし、「シガ」を組み合わせ、飛翔する鳥を形どったもの | 1969年10月15日   | 2005年4月1日   | 1967年に制定されたものを1969年10月15日に告示される |
| 南安曇郡 | 奈川村     |                  | 「な」を図案化したもの | 1966年9月1日     | 2005年4月1日   | |
| 南安曇郡 | 安曇村     |                  | 「ア」を表し、中央の三山は乗鞍岳・穂高岳・槍ヶ岳などの山岳を示し、右下の部分は大正池・明神池・梓湖の水資源を表したもの                                                                             | 1975年4月7日     | 2005年4月1日   | 2代目の村章である |
| 南安曇郡 | 梓川村     |                  | 梓弓・梓川を形どったもの | 1957年11月1日    | 2005年4月1日   | |
| 下水内郡 | 豊田村     |                  | 四方に「ト」を配し豊を現しかつ「田」を外の囲いにして、中央に「十」を現し、「田」にしたもの | 1957年4月        | 2005年4月1日   | |
| 木曽郡   | 楢川村     |                  | 全体は「N」を図案化し、緑を想像する山々と青を想像する奈良井川を表し、悠久と清澄を意味したもの | 1989年7月18日    | 2005年4月1日   | 色は緑色・青色・白色が指定されている 2代目の村章である |
| 佐久市   |            |                  | 「さ」を鳥類の飛躍の姿に図案化したもの | 1962年1月12日    | 2005年4月1日   | 初代の市章である |
| 南佐久郡 | 臼田町     |                  | 「うす」を図案化したもの | 1963年11月1日    | 2005年4月1日   | |
| 北佐久郡 | 浅科村     |                  | 「ア」を図案化したもの | 1966年12月13日   | 2005年4月1日   | |
| 北佐久郡 | 望月町     |                  | 「モチ」を左右対称に並べて図案化したもの | 1960年10月10日   | 2005年4月1日   | |
| 下伊那郡 | 上村       |                  | 「上」を丸くして立体的に図案化して飛翔する村民の姿を表したもの | 1997年4月1日     | 2005年10月1日  | 色は赤色・青色・緑色が指定されている 2代目の村章である |
| 下伊那郡 | 南信濃村   |                  | 「み」を図案化し、赤石山脈・伊那山地の山並みと伊那谷を力強く村に触れる様に表したもの | 1975年           | 2005年10月1日  | |
| 南安曇郡 | 豊科町     |                  | 「トヨ」を図案化したもの | 1931年2月1日     | 2005年10月1日  | |
| 南安曇郡 | 穂高町     |                  | 「ホ」を円形に図案化したもの | 1963年10月29日   | 2005年10月1日  | |
| 南安曇郡 | 三郷村     |                  | 「み」を図案化し、三つの円を表したもの | 1966年3月30日    | 2005年10月1日  | 1966年3月17日に公表され、本年3月30日に制定された |
| 南安曇郡 | 堀金村     |                  | 「ホリ」を円形に図案化したもの | 1965年4月1日     | 2005年10月1日  | |
| 東筑摩郡 | 明科町     |                  | 「ア」を意匠化したもの | 1964年9月21日    | 2005年10月1日  | 1964年9月17日に公表され、本年9月21日に制定された |
| 小県郡   | 長門町     |                  | 「ながと」を図案化したもの | 1966年9月30日    | 2005年10月1日  | |
| 小県郡   | 和田村     |                  | 全田を丸としてかつ「わ」を図案化し、黒耀石の矢尻と山の表現に合せたもの | 1975年2月1日     | 2005年10月1日  | |
| 上水内郡 | 牟礼村     |                  | 「ムレ」を図案化したもの | 1956年6月29日    | 2005年10月1日  | |
| 上水内郡 | 三水村     |                  | 倉井用水・芋川用水・普光寺用水を図案化した | 1988年2月22日    | 2005年10月1日  | 1926年12月26日から同年12月31日までに小学校の校章として制定されたものを1988年2月22日に正式に村章として制定された 当時の三水尋常高等小学校（現:飯綱町立三水第一小学校）教員の前島孝作の作品である |
| 東筑摩郡 | 坂井村     |                  | 「サ」・「S」を図案化したもの | 1976年4月        | 2005年10月11日 | |
| 東筑摩郡 | 坂北村     |                  | 「さ」を図案化したもの | 1973年11月       | 2005年10月11日 | |
| 東筑摩郡 | 本城村     |                  | 「ホン」を図案化したもの | 1978年10月       | 2005年10月11日 | |
| 木曽郡   | 木曽福島町 |                  | 「キソフ」を表したもの | 1973年11月3日    | 2005年11月1日  | 1974年1月1日に再制定される |
| 木曽郡   | 日義村     |                  | 「ヒヨ」を組み合わせたもの | 1976年10月1日    | 2005年11月1日  | |
| 木曽郡   | 開田村     |                  | 「カイ」を表し、図案化したもの | 1975年7月20日    | 2005年11月1日  | |
| 木曽郡   | 三岳村     |                  | 「み」を羽ばたく鳥の形に図案化したもの | 1972年5月1日     | 2005年11月1日  | |
| 北安曇郡 | 八坂村     |                  | 「八」を簡易的に印象的に飛躍する二羽の鳥を想像し、表したもの | 1973年11月28日   | 2006年1月1日   | |
| 北安曇郡 | 美麻村     |                  | 「ミアサ」を図案化したもの | 1974年10月1日    | 2006年1月1日   | |
| 下伊那郡 | 浪合村     |                  | 「ナミアイ」を図案化し、左側の弧が「ナ」・下部の重なる三角形が「ミ」・右側の弧が「ア」・中央上部が「イ」を表したもの                                                                               | 1978年6月25日    | 2006年1月1日   | |
| 上田市   |            |                  | 桜の花の真ん中に「上田」を図案化したもの | 1950年11月1日    | 2006年3月6日   | 1919年5月1日に慣例として使用され、1950年11月1日に正式に制定された 初代の市章である |
| 小県郡   | 丸子町     |                  | 丸形の「子」を示したもの | 1961年10月30日   | 2006年3月6日   | |
| 小県郡   | 真田町     |                  | 「サナ」を雁金に図案化したもの | 1968年4月1日     | 2006年3月6日   | |
| 小県郡   | 武石村     |                  | 「武」を図案化したもの | 1969年4月1日     | 2006年3月6日   | |
| 伊那市   |            |                  | 「イナ」を形造ったもの | 1954年6月15日    | 2006年3月31日  | 1954年9月に再制定され、更に1955年9月15日に再制定された 初代の市章である |
| 上伊那郡 | 高遠町     |                  | 「タ」を図案化したもの | 1966年10月1日    | 2006年3月31日  | |
| 上伊那郡 | 長谷村     |                  | 「ハセ」を図案化したもの | 1965年10月22日   | 2006年3月31日  | |
| 下伊那郡 | 清内路村   |                  | 「セ」を円形に図案化し、飛躍する鳥を形成し、国道256号・黒川を表したもの | 1969年2月11日    | 2009年3月31日  | |
| 上水内郡 | 信州新町   |                  | 「しん」を円形に図案化し、中央の突起は部分は飛騨山脈（北アルプス）と町民の進取の気性を表しもの | 1954年10月16日   | 2010年1月1日   | 新町章として制定され、信州新町改称後に継承された |
| 上水内郡 | 中条村     |                  | 全体は虫倉山を表し、その中に「ナ」を図案化したもの | 1968年11月3日    | 2010年1月1日   | |
| 東筑摩郡 | 波田町     |                  | 「は」を図案化したもの | 1973年4月1日     | 2010年3月31日  | |

### 書籍
- 小学館辞典編集部 編『図典 日本の市町村章』（初版第1刷）小学館、2007年1月10日。ISBN 4095263113。
- 近藤春夫『都市の紋章 : 一名・自治体の徽章』行水社、1915年。NDLJP:955061
- 中川幸也『シリーズ人間とシンボル第2号「都市の旗と紋章」』中川ケミカル、1987年10月11日。
- 丹羽基二『日本の市章 （東日本）』保育社、1984年4月5日。
- 望月政治『都章道章府章県章市章のすべて』日本出版貿易株式会社、1973年7月7日。
- NHK情報ネットワーク『NHKふるさとデータブック4 [北陸・甲信越]』日本放送協会、1992年4月1日。
- 国際図書『事典　シンボルと公式制度』国民文化協会、1968年。

### 資料集
- 豊野町役場『豊野町章』長野県上水内郡豊野町。
- 戸隠村役場『戸隠村章』長野県上水内郡戸隠村。

### 自治体書籍

#### 東信地方（佐久地域・上小地域）
- 望月町編纂委員会『望月町誌 別巻』長野県佐久郡望月町、2005年。
- 臼田町役場『臼田町例規集』長野県南佐久郡臼田町。
- 丸子町役場『丸子町例規集』長野県小県郡丸子町。
- 和田村役場『和田村例規集』長野県小県郡和田村。

#### 南信地方（諏訪地域・上伊那地域・飯伊地域）
- 鼎町役場『鼎町例規集』長野県下伊那郡鼎町。
- 上郷町役場『上郷町例規集』長野県下伊那郡上郷町。
- 鼎町広報委員会『鼎町勢要覧 1980』長野県下伊那郡鼎町、1980年5月。
- 上郷町役場『上郷町勢要覧 1987』長野県下伊那郡上郷町、1987年。
- 根羽村誌刊行委員会『根羽村誌 下巻』長野県下伊那郡根羽村、1993年2月25日。
- 上村刊行委員会『上村史　歴史編』長野県下伊那郡上村編纂委員会、2008年3月31日。

#### 中信地方（木曽地域・松本地域・大北地域）
- 大桑村『大桑村誌 下巻』長野県木曽郡大桑村、1988年6月10日。
- 楢川村誌編纂委員会『村民から塩尻市民へ 続・木曽・楢川村誌』長野県木曽楢川村、2008年3月31日。
- 木曽福島町役場『木曽福島町例規集』長野県木曽郡木曽福島町。
- 日義村役場『日義村例規集』長野県木曽郡日義村。
- 開田村役場『開田村例規集』長野県木曽郡開田村。
- 三岳村役場『三岳村例規集』長野県木曽郡三岳村。
- 楢川村役場『楢川村例規集』長野県木曽郡楢川村。
- 波田町役場『波田町例規集』長野県東筑摩郡波田町。
- 四賀村役場『四賀村例規集』長野県東筑摩郡四賀村。
- 安曇村役場『安曇村例規集』長野県安曇郡安曇村。
- 梓川村役場『梓川村例規集』長野県安曇郡梓川村。
- 奈川村役場『奈川村例規集』長野県安曇郡奈川村。

#### 北信地方（長野地域・北信地域）
- 長野市『長野市誌 歴史年表』長野県長野市、2005年11月15日。
- 一草舎出版『長野市の110年』高橋将人、2007年3月30日。
- 篠ノ井市『篠ノ井市勢要覧 1962』篠ノ井市、1962年。
- 戸倉町教育委員会『戸倉町の歴史年表』長野県埴科郡戸倉町、2003年8月。
- 上山田町総務課『かみやまだ 1982 上山田町町勢要覧』長野県更級郡上山田町、1982年9月。
- 三水村『三水村百周年記念誌』長野県上水内郡三水村、1988年。
- 大岡村役場『大岡村例規集』長野県更級郡大岡村。
- 鬼無里村役場『鬼無里村例規集』長野県上水内郡鬼無里村。
- 中条村役場『中条村例規集』長野県上水内郡中条村。